# François de Barthélemy
François Marie de Barthélemy, född 20 oktober 1747 och död 3 april 1830, var en fransk markis och politiker. Brorson till Jean-Jacques Barthélemy.
de Barthélemy hade under tiden före revolutionen flera diplomatiska uppdrag, bland annat i Sverige. Efter revolutionen kvarstod de Barthélemy i tjänst, och förde som Frankrikes sändebud i Schweiz de betydelsefulla fredsförhandlingarna i Basel 1795. Av den konservativa majoriteten i representation invaldes de Barthélemy i direktoriet 1797, men avsattes samma år efter statskuppen "18 fructidor" och deporterades. Han lyckades rymma, hemkallades av Napoleon I och användes i flera viktiga värv och fungerade som ordförande i senaten, då denna 1814 beslöt avsätta kejsaren. Även under restaurationen bemärkt och hade säte i pärernas kammare.